# Johannes Cuno
Johannes Cuno O.P. (Norimberga, 1462 o 1463 – Basilea, 21 febbraio 1513) è stato un umanista e grecista tedesco appartenente all'ordine domenicano.
Diede un importante contributo alla diffusione dello studio del greco, tanto da essere definito "il vero fondatore degli studi greci in Germania".

## Biografia
Proveniente da una famiglia di modeste condizioni economiche, entrò nel convento dei domenicani di Norimberga intorno al 1480. Studiò il greco con Willibald Pirckheimer e, dal 1496, a Heidelberg con Johannes Reuchlin. Frequentò anche il circolo umanistico che circondava Johann von Dalberg, vescovo di Worms. Verso la fine del secolo, si recò a Venezia, dove incontrò il tipografo umanista Aldo Manuzio e il suo collaboratore greco Marco Musuro. Nel 1501 cominciò a insegnare presso il convento domenicano di Liebenau, vicino a Worms. Recatosi a Venezia al seguito di Aldo Manuzio nel 1504, dal 1506 al 1509 seguì le lezioni di Marco Musuro all'Università di Padova. Nel 1510 si trasferì a Basilea dove fu uno degli studiosi che lavoravano per lo stampatore Johann Amerbach e divenne tutore dei suoi figli. A Basilea tenne lezioni di greco che furono seguite, tra gli altri, dall'umanista Beatus Rhenanus. Quando morì, lasciò la sua biblioteca a quest'ultimo, che più tardi la donò alla biblioteca umanistica di Sélestat.
Cuno era un profondo conoscitore dei classici greci e della patristica. Oltre all'insegnamento, si dedicò alla traduzione di opere greche in latino e alla correzione dei testi. Curò l'edizione delle opere di San Girolamo pubblicata da Johann Amerbach. Tradusse le opere di diversi Padri della Chiesa greca (Gregorio di Nazianzo, Gregorio di Nissa, Giovanni Crisostomo, Nemesio di Emesa).

## Opere
- Divini Gregorij Nyssae Episcopi qui fuit frater Basilij Magni Libri Octo: I De Homine. II De Anima. III De Elementis. IIII De Viribus animae. V De volu[n]tario et inuolu[n]tario VI De Fato. VII De Libero arbitrio. VIII De Prouidentia. Schurerius, Argentorati 1512, (Digitalisat); (weiteres Digitalisat) der Bayerischen Staatsbibliothek; (Digitalisat) der Thüringer Universitäts- und Landesbibliothek Jena